# Rivaldo González
Rivaldo González Kiese, noto semplicemente come Rivaldo González (Asunción, 23 dicembre 1987) è un ex calciatore paraguaiano, centrocampista o attaccante.

## Carriera

### Giovanili
Cresce nel Nacional San José, squadra dell'omonimo collegio apostolico di Asunción in Paraguay. Viene notato dal Venezia che lo porta in Italia. Partecipa al torneo giovanile Berretti, ma ben presto viene aggregato a soli 15 anni alla prima squadra e, qualche giorno dopo averne compiuti 16, debutta in Serie B nella partita Venezia-Ternana 0-1 dell'11 gennaio 2004.

### Italia e Svizzera
Nel gennaio 2006 viene acquistato dal Genoa, con cui vince i play-off di Serie C1 tornando in Serie B. La società ligure lo manda prestito in varie squadre, tra cui l'Avellino (è suo il gol decisivo nella finale play-off contro il Foggia Calcio che regala agli irpini la promozione in Serie B) e il Lugano nella massima serie svizzera.

### Argentina e ritorno in Italia
Non fa più ritorno al Genoa e, scaduto il contratto, si trasferisce agli argentini del Patronato. A fine stagione fa ritorno nella Serie B italiana, al Bari.

### Ecuador e ritorno in patria
Nel gennaio 2013, svincolatosi, firma per gli ecuadoriani del Deportivo River Plate. Nel 2014 ha una breve parentesi alle dipendenze dei paraguaiani del Deportivo Capiatá.
Nel 2016 milita nel General Díaz.